# Milonia Cesonia
Milonia Cesonia (in latino Milonia Caesonia; ... – Roma, 24 gennaio 41) è stata una nobildonna romana, quarta moglie dell'imperatore Caligola.

## Origini familiari

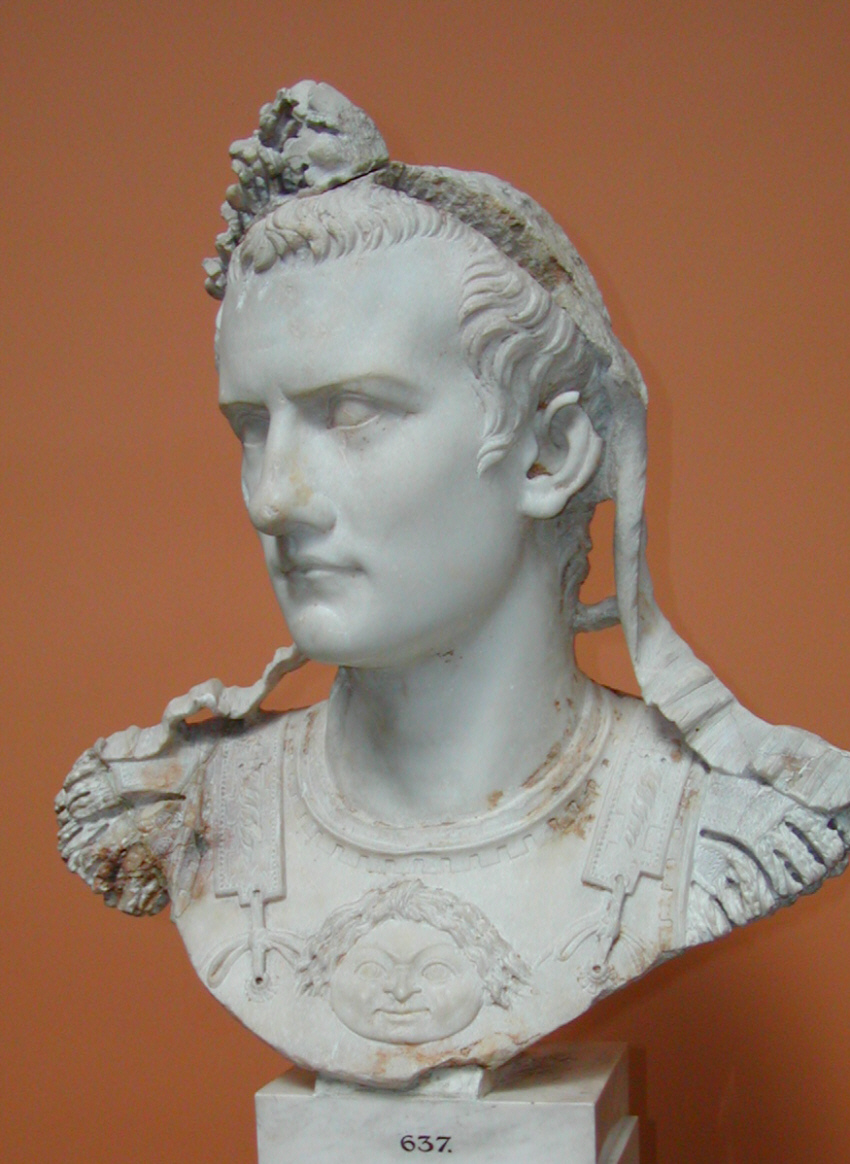
Busto dell'imperatore Caligola, secondo marito di Cesonia (Ny Carlsberg Glyptotek, Copenaghen)

Poco si sa sulla famiglia di origine di Cesonia: sua madre era Vistilia, una nobildonna sposata più volte e con sette figli. Sappiamo il nome di cinque dei sei fratellastri di Cesonia: Quinto Pomponio Secondo, console suffetto nel 41, Publio Pomponio Secondo, console suffetto nel 44, un certo Orfito, Publio Suillio Rufo, questore nel 15, e Gneo Domizio Corbulone, influente generale sotto Claudio e Nerone. I due Pomponii erano probabilmente parenti di Gaio Pomponio Grecino, console suffetto nel 16, Orfito era il padre di Servio Cornelio Scipione Salvidieno Orfito, console nel 51, e Suillio Rufo era il padre di Marco Suillio Nerullino, console nel 50. Prima di sposarsi con Caligola, inoltre, Cesonia aveva già avuto un altro marito e tre figlie.

## Biografia
Caligola e Cesonia erano amanti già prima del loro matrimonio e la donna restò incinta dell'imperatore. Caligola, senza un erede, la sposò quindi nel 39 dopo aver divorziato dalla terza moglie, Lollia Paolina, accusata di essere sterile. Secondo Svetonio e Giovenale, Cesonia diede a Caligola un filtro d'amore, cosa che causò la follia dell'imperatore. Cesonia, già madre di tre figlie, dette all'imperatore una figlia, Giulia Drusilla, secondo Svetonio lo stesso giorno del loro matrimonio mentre secondo Cassio Dione un mese dopo; appena nata la bambina, l'imperatore la portò sul Campidoglio e la pose in grembo alla statua di Minerva, affinché la nutrisse e la allevasse.
Caligola fu assassinato il 24 gennaio del 41 da alcuni membri del Senato e della guardia pretoriana, guidati dai tribuni Cassio Cherea e Cornelio Sabino. Poche ore dopo anche Cesonia venne uccisa, pugnalata da un centurione, insieme a Giulia Drusilla, che fu schiacciata contro un muro.